# 브라운슈바이크볼펜뷔텔 공작 프리드리히 빌헬름
브라운슈바이크볼펜퓌텔 공작 프리드리히 빌헬름(독일어: Friedrich Wilhelm von Braunschweig, 1771년 10월 9일~1815년 6월 16일)은 브라운슈바이크볼펜퓌텔의 후작이자, 브라운슈바이크 공국의 초대 공작이다. 1806년 아버지였던 카를 빌헬름 페르디난트가 예나-아우어슈테트 전투에서 총상으로 사망한 뒤 그의 뒤를 이어 브라운슈바이크 공작이 되었다. 1809년부터 베스트팔렌 왕국에 맞서 슈바르체 샤르(검은 브라운슈바이크인)를 이끌어 검은 공작이라는 별명이 붙었다. 1813년 프로이센이 브라운슈바이크를 프랑스로부터 되찾은 이후 프리드리히는 다시 브라운슈바이크 공작이 되었다. 1815년 나폴레옹이 다시 복권한 이후, 프리드리히는 워털루 전역에 참전했으나 카트레브라 전투에서 총상으로 사망했다.

## 같이 보기
- 슈바르체 샤르